# Beretta 9000
La Beretta 9000 es una serie de pistolas semiautomáticas compactas diseñadas y fabricadas por Beretta de Italia. Es usada principalmente en autodefensa por civiles.
La Beretta 9000 posee armazón de polímero y una corredera abierta en su parte superior con materiales modernos. Está disponible para los cartuchos 9 x 19 Parabellum o .40 S&W y puede tener cargadores para 10 o 12 cartuchos, dependiendo del calibre. También están disponibles adaptadores para poder alojar cargadores de la Beretta 92 de capacidad estándar. El arma tiene mecanismos de puntería fijos.

## Variantes
Hay cuatro variantes de la 9000S—dos calibres y cada calibre en uno de dos tipos de configuración, por ejemplo, la 9000S Tipo D de 9 mm es a veces mencionada como 9000S D9, mientras que la Tipo F de 10 mm sería la 9000S F40. La serie 9000 está disponible en 9 mm Parabellum y .40 S&W en cualquiera las configuraciones F o D.
- Datos: Q2719678
- Multimedia: Beretta 9000S / Q2719678